# Província d'Hamadan
La província de Hamadan és una de les 31 divisions administratives de l'Iran, al centre del país, amb 19.546 km² i uns dos milions d'habitants (48% rural i 51% urbana, estimats 1.758.268 habitants el 2011). La capital és Hamadan.
Està dividida en 8 comtats o regions (shahrestans), subdividts en districtes (bakhshs):

Comtats de Hamadan

- Asadabad
- Tooyserkan o Towiserkan
  - Tooyserkan
  - Qolqolrood
- Bahar
  - Lalejin
  - Saleh Abad
  - Bahar
- Razan
  - Sardrood
  - Qorveh Dar Jazin
  - Razan
- Kabudarahang
  - Gol Tappeh
  - Shirin Soo
  - Kabudarahang
- Malayer
  - Jokar
  - Samen
  - Zand
  - Malayer
- Nahavand (Nihawand)
  - Zarrin Dasht
  - Gian
  - Khazal
  - Nahavand (Nihawand)
- Hamadan
  - Shara
  - Famanin
  - Hamadan